# 高知県立高知丸の内高等学校
高知県立高知丸の内高等学校（こうちけんりつ こうちまるのうちこうとうがっこう、Kochi Prefectural Kochi Marunouchi High School）は、高知県高知市丸ノ内二丁目にある県立高等学校。通称は「丸」もしくは「丸高」。

## 概要
歴史
1887年（明治20年）に高知県尋常中学校（現: 高知県立高知追手前高等学校）へ設置された女子部を前身とする。2016年（平成28年）に創立130周年を迎えた。
設置学科
全日制課程
（単位制）普通科
（学年制）音楽科（1学年あたり30名）
校訓
「洞察力・豊かな人間性・凡事徹底」 - 2006年（平成18年）に制定。
校章
校名を表す「丸」と学問を表す3本の「ペン先」の絵を組み合わせたものを背景にして、中央に「高」の文字を置いている。1949年（昭和24年）に山本開生によって制定された。
校歌
1955年（昭和30年）に制定。作詞は喜志邦三、作曲は樋口昌道による。歌詞は3番まであり、各番に校名の「丸の内」が登場する。
制服
男女ともに冬服はブレザー。男子はネクタイ、女子はネクタイリボン。シャツは男子が白・青の2色、女子は白・青・ピンクの3色がある。またスカートはチェック柄でグレー・エンジ・ブルーの3種類がある。別に、音楽科は黒の無地の下に白い線があるスカートが存在し、定期演奏会などの音楽科限定の行事でのフォーマルとなる。音楽科男子には黒のズボンが存在する（なお、普段は黒でもグレーでもよい）。式典などの学校行事の際はフォーマルであるが、それ以外の時はポロシャツ（白）、ベスト（白）、セーター（グレー）、ダッフルコート（現在はない模様）などと比較的自由に組み合わせて着ることができる。

## 沿革

### 旧制中学校女子部時代
- 1887年（明治20年）9月 - 高知県尋常中学校女子部が設置される。計129名を1年3学級、2年1学級に編成する。
- 1890年（明治23年）7月 - 第1回卒業式を挙行。卒業者数は10名であった。

### 高等女学校・新制高等学校（女子校）時代
- 1893年（明治26年）4月1日 - 高知県尋常中学校より分離の上、高知県高等女学校として独立。年度始めを4月に変更する。
- 1897年（明治30年）4月1日 - 小学校教員の養成を目的とした補習科を設置。入学資格を高等女学校本科卒業、修業年限を1か年、定員を30名とする。
- 1900年（明治33年）8月 - 校友会が発足。当初の会員数は約200名。
- 1901年（明治34年）
  - 6月 - 高知県立高等女学校と改称。
  - 11月 - 袴の裾に白線1本を加える｡当時の女学生の装いはひさし髪に長袖、木綿の袴、赤い鼻緒の下駄といった和装であった。
- 1904年（明治37年）4月 - 寄宿舎を設置。
- 1905年（明治38年）6月 - 紋章を制定。
- 1914年（大正3年）7月 - 旧・高知県立農林学校跡（現在地）に移転。講堂屋内体操場を増築。募集定員を150名（3学級）とする｡
- 1922年（大正11年）4月1日 - 高知県立高知高等女学校と改称。定員を1,000名・20学級とする｡
- 1926年（大正15年）4月1日 - 高等女学校（高知県立高知第二高等女学校）の新設に伴い、高知県立高知第一高等女学校と改称。
  - 修業年限を5ヶ年、定員を1,000名とする。女学生の服装を和服から洋服に変更する。
- 1928年（昭和3年）
  - 10月 - 創立40周年を記念し、校歌（初代）を制定。作詞は沖良貞、作曲は宮原禎次による。
  - 11月 - 開校40周年記念式典を挙行。もともと前年に行う予定であったが大正天皇崩御のため式を一年延期して行われた。
- 1935年（昭和10年）3月 - 校歌（二代目）を制定。作詞は土井晩翠、作曲は下総皖一による。
- 1938年（昭和13年）2月 - 校舎落成および開校50周年記念式典を挙行。
- 1945年（昭和20年）6月 - 空襲により、校舎と講堂を消失。
- 1946年（昭和21年）4月1日 - 高知県立第二高等女学校を統合し、高知県立高知高等女学校と改称。終戦により、4ヶ年に短縮されていた修業年限が5ヶ年に戻る。

- 1947年（昭和22年）4月1日 - 学制改革（六・三制の実施）
  - 高等女学校の生徒募集を停止。
  - 新制中学校を併設（以下・併設中学校）し、高等女学校1・2年修了者を新制中学校2・3年生として収容。
  - 併設中学校はあくまで暫定的に設置されたもので、新たな生徒募集は行われず、在校生が高等女学校から収容された2・3年生だけであった。
  - 高等女学校3・4年修了者はそのまま高等女学校4・5年生となる。
- 1948年（昭和23年）
  - 3月 - 本館が完成。
  - 4月1日 - 学制改革（六・三・三制の実施）により、高等女学校は廃止され、新制高等学校高知県立高知女子高等学校が発足。
    - 高等女学校卒業生（希望者）を新制高校3年生、高等女学校4年修了者を新制高校2年生として編入。併設中学校卒業生を新制高校1年生として収容。
    - 併設中学校の在校生が、1946年（昭和21年）に高等女学校へ最後に入学した3年生だけとなる。
- 1949年（昭和24年）3月31日 - 最後の卒業生を送り出し、併設中学校を廃止。

### 新制高等学校（男女共学）
- 1949年（昭和24年）9月 - 高校三原則に基づく高知県内公立高校再編により、高知県立高知丸の内高等学校（現校名）と改称され、男女共学を開始。
  - この時、高知市内にあった普通科高5校が統合により、小津・追手前・丸の内の3校となった。
  - 校章を制定。
  - 全日制課程普通科、別科、朝倉分校を設置。
- 1950年（昭和25年）4月1日 - 被服科を設置。
- 1955年（昭和30年）11月 - 校歌（現校歌）を制定。
- 1956年（昭和31年）5月 - 校旗を制定。
- 1962年（昭和37年）5月 - 体育館が完成。高知県下初の2階建て体育館であった。
- 1965年（昭和40年）2月 - 午前2時頃発生した大火災により、南校舎･中校舎等を消失。
- 1967年（昭和42年）2月 - 新校舎が完成。

### 女子校（再）
- 1967年（昭和42年）4月 - 在校生が女子のみとなり、入試要項も女子のみの募集と改正される（18年ぶりに女子校となる）。
- 1969年（昭和44年）4月1日 - 音楽科を設置。
- 1982年（昭和57年）9月 - 音楽科棟が完成。
- 1968年（昭和63年）4月1日 - 被服科を家政科に改編。
- 1989年（平成元年）
  - 2月 - 創立100周年記念式典を挙行。
  - 3月 - 正門を移転。
  - 8月 - 中校舎･北校舎の大規模改造工事を完了。
- 1990年（平成2年）
  - 3月 - 高知県下初の半地下式駐輪場が完成。
  - 9月 - 駐輪場に全天候型コートが完成。
- 1991年（平成3年）2月 - 生徒昇降棟、キャノピーが完成。
- 1992年（平成4年）3月 - 弓道場（2階部分）・部室（1階部分）が完成。
- 1993年（平成5年）12月 - 南校舎の大規模改造工事が完了。
- 1994年（平成6年）3月 - 北･東校舎の大規模改造工事が完了。
- 2002年（平成14年）11月 - 北校舎の耐震補強工事、北校舎と南校舎1階内部の大規模改造工事を完了。
- 2003年（平成15年）2月 - 防球ネットが完成。
- 2004年（平成16年）8月 - 南校舎4階教室を選択授業用小教室に改装。
- 2005年（平成17年）
  - 1月 - 入学試験において初めて前期選抜を実施。
  - 3月 - 入学試験において初めて後期選抜を実施。
    - 家政科の募集を停止。

### 男女共学（再）
- 2005年（平成17年）
  - 4月1日 - この時の普通科入学生より単位制となる。38年ぶりに再び男女共学となる。この時の男子入学生は40名。
  - 8月 - 南校舎3階教室を選択授業用小教室に改装。
- 2006年 （平成18年）4月 - 校訓を制定。
- 2007年（平成19年）
  - 3月31日 - 家政科を廃止。
  - 9月 - 学習室を設置。
  - 10月 - 創立120周年記念式典並びに行事挙行。
- 2008年（平成20年）3月 - 単位制による全日制普通科（第1期生）卒業する。
- 2016年（平成28年）10月 - 創立130周年記念式典並びに行事挙行。130周年記念キャラクター「まるのん」が公表される。

## 学校行事
（2学期制）
前期
- 4月 - 入学式・始業式・新入生オリエンテーション
- 5月 - ホームマッチ

- 6月 - 前期中間試験  修学旅行(2年次)
- 7月 - 体育祭  進学合宿
- 8月 - 夏期補習
- 9月 - 前期期末試験  音楽科定期演奏会

後期
- 10月 - 文化祭  1日体験入学
- 11月 - 後期中間試験
- 12月 - 冬季講習・音楽科定期演奏会
- 1月 - ドリ懇(全体会)
- 2月 - 後期期末試験
- 3月 - 卒業式・修了式

## 部活動

### 【体育会系】
- 野球部
- バスケットボール部
- テニス部
- サッカー部
- 女子バレーボール部
- 弓道部
- 女子ソフトボール部
- バドミントン部
- カヌー部

### 【文化系】
- 華道部
- 茶道部
- 書道部
- 手芸部
- 放送部
- 演劇部
- 琴部
- 吹奏楽部
- フォークソング部
- 美術部
- 漫画・イラスト部
- メディア部
- 図書部
- 囲碁将棋部
- クッキング部
- ボランティア部
- 英語部

【その他】
- 生徒会

## 著名な出身者
文化
- 木津川計（編集者、芸能評論家）

## 丸の内高校音楽科卒業生有志によるJoint Concert
- 2018年（平成30年）2月に、音楽科を卒業生した有志によるコンサートが行われた。
- 翌年、2019年（平成31年・令和元年）にも開催されている。